# Proasellus valdensis
Proasellus valdensis is een pissebed uit de familie Asellidae. De wetenschappelijke naam van de soort is voor het eerst geldig gepubliceerd in 1948 door Claude Chappuis.